# Bob Bain
Bob Bain (Chicago, 26 de enero de 1924 – Oxnard, 21 de junio de 2018) fue un guitarrista estadounidense conocido principalmente por sus contribuciones a la música de cine, incluyendo Dr. Zhivago (1965), donde tocó la balalaika en “Lara’s Theme” la pieza principal de la película.

## Carrera
La carrera profesional de Bain comenzó en la década de los 40 tocando la guitarra en grupos populares de big band liderados por Tommy Dorsey y Bob Crosby. Está acreditado en uno de los grandes éxitos de Dorsey, "Opus No. 1". Fue uno de los primeros en adoptar la guitarra eléctrica, tocando un modelo Gibson Les Paul antes de pasarse a una Fender Telecaster modificada de 1953. Como la mayoría de los guitarristas de jazz, también prefería modelos semiacústicos como la Gibson L-5 y la Gibson ES-150.
En 2017, Fender Custom Shop hizo una réplica de edición limitada de la Telecaster 1953 de Bain, llamada Bob Bain Son of A Gunn Telecaster. 30 fueron construidas a mano por el maestro constructor de Fender, Paul Waller.
Bain fue durante mucho tiempo colaborador del compositor Henry Mancini. También se le atribuye la introducción con guitarra al tema de la popular serie de detectives privados de la televisión de los años 50 Peter Gunn. El álbum de la banda sonora de la serie incluye otras contribuciones memorables de Bain. Bain también colaboró con la guitarra en otro de los álbumes de bandas sonoras importantes de Mancini, la banda sonora de la película Desayuno con diamantes, además de tocar en la banda sonora de la serie de televisión del Oeste Bonanza.

## Discografía
- 1958: Rockin' Rollin' Strollin'  (Capitol)
- 1958: Theme from "Peter Gunn" (RCA)
- 1960: Latin Love	(Capitol)
- 1960: Guitar De Amor	(Capitol)
- 2014: The Guitars of Bob Bain (Blue Moon Producciones Discográficas S.L.)